# كأس ألبانيا 1986–87
كأس ألبانيا 1986–87 (بالألبانية: Kupa e Republikës 1986-87‏) هو موسم من كأس ألبانيا. أشرف على تنظيمه اتحاد ألبانيا لكرة القدم، وفاز فيه نادي فلازنيا شكودر.